# Cochliomyces trinitatis
Cochliomyces trinitatis är en svampart som beskrevs av Thaxt. 1931. Cochliomyces trinitatis ingår i släktet Cochliomyces och familjen Euceratomycetaceae.   Inga underarter finns listade i Catalogue of Life.